# Horst Schnellhardt
Kurt Oswald Horst Schnellhardt o Horst Schnellhardt (12 de maig de 1946, Rüdigershagen) és un polític alemany i Membre del Parlament Europeu per Saxònia-Anhalt. És membre del partit convervador Unió Demòcrata Cristiana d'Alemanya, part del Partit Popular Europeu.
Ell és l'autor i l'homònim del "compromís Schnellhardt", dirigit a la desactivació de la "Guerra del vodka".